# Gäddtjärnen (Stensele socken, Lappland, 723948-153195)
Gäddtjärnen är en sjö i Storumans kommun i Lappland och ingår i Umeälvens huvudavrinningsområde.